# Clint
Clint és una població dels Estats Units a l'estat de Texas. Segons el cens del 2009 tenia 975 habitants.

## Demografia
Segons el cens del 2000, Clint tenia 980 habitants, 308 habitatges, i 255 famílies. La densitat de població era de 194 habitants/km².
Dels 308 habitatges en un 35,4% hi vivien nens de menys de 18 anys, en un 64,6% hi vivien parelles casades, en un 14,3% dones solteres, i en un 16,9% no eren unitats familiars. En el 15,3% dels habitatges hi vivien persones soles el 7,1% de les quals corresponia a persones de 65 anys o més que vivien soles. El nombre mitjà de persones vivint en cada habitatge era de 3,18 i el nombre mitjà de persones que vivien en cada família era de 3,58.
Per edats la població es repartia de la següent manera: un 26,5% tenia menys de 18 anys, un 10,5% entre 18 i 24, un 23,3% entre 25 i 44, un 26,5% de 45 a 60 i un 13,2% 65 anys o més.
L'edat mediana era de 38 anys. Per cada 100 dones de 18 o més anys hi havia 93 homes.
La renda mediana per habitatge era de 34.000$ i la renda mediana per família de 36.635$. Els homes tenien una renda mediana de 29.205$ mentre que les dones 20.313$. La renda per capita de la població era de 14.784$. Aproximadament el 16,6% de les famílies i el 20% de la població estaven per davall del llindar de pobresa.

## Poblacions més properes
El següent diagrama mostra les poblacions més properes.